# Viaje

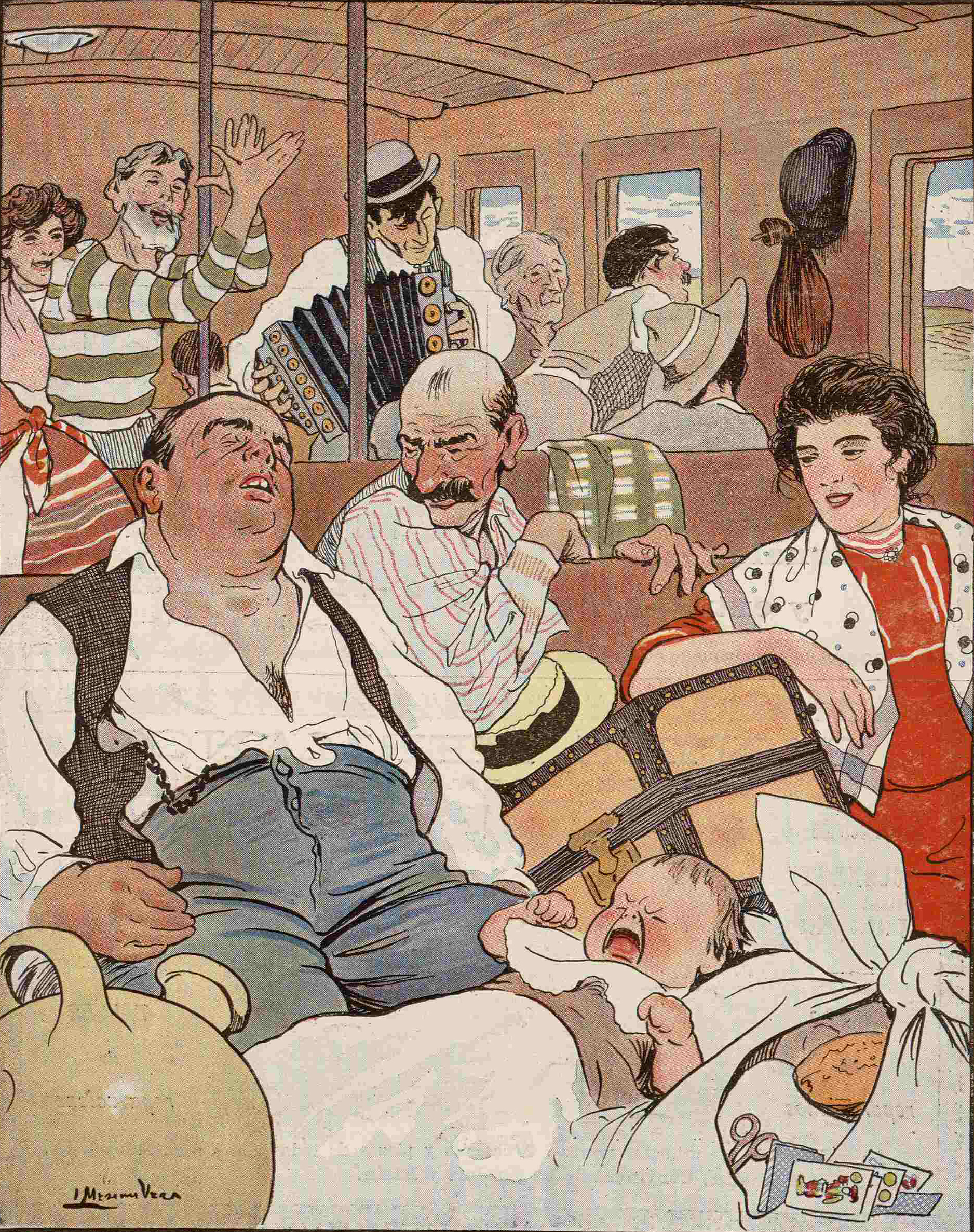
Ilustración de viajeros en un tren a comienzos del

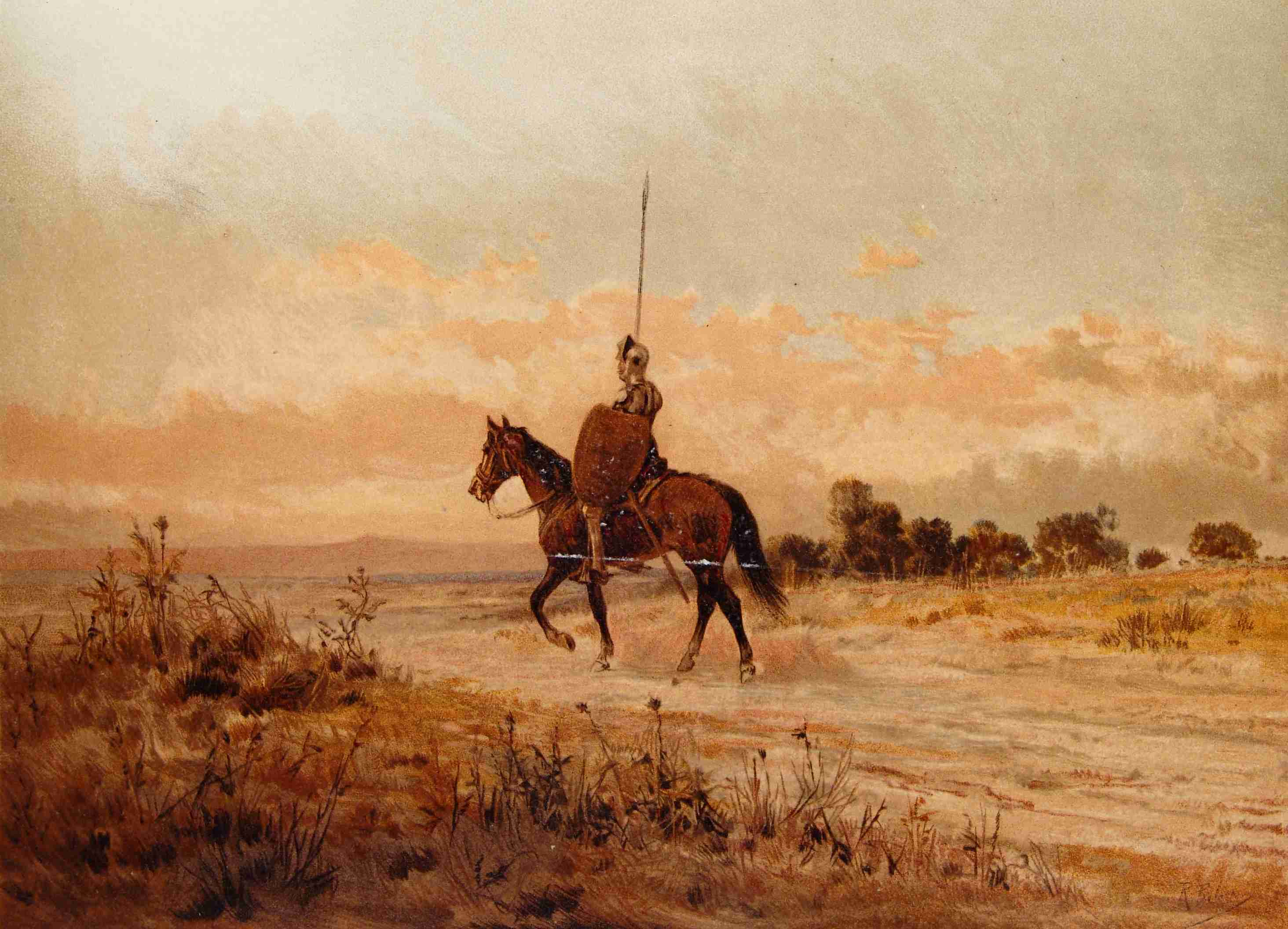
Primer viaje de Don Quijote.

Un viaje es el cambio en la ubicación de las personas que se realiza a través de los medios de transporte mecánicos, de tracción animal, o a pie.
Los viajes pueden llevarse a cabo por recreación (como parte del turismo o para visitar amigos y familia), pero también por muchas otras razones, como la práctica artística o la migración, para huir de una guerra o por motivos de salud como por ejemplo para recibir un tratamiento médico o visitar un balneario.
En los países desarrollados, existe una amplísima red de transporte público a todos los niveles, en el ámbito de la propia ciudad, dentro de una nación y por supuesto de forma internacional, cubierta principalmente por el ferrocarril y la aviación, o con vehículos apropiados a través de calles, carreteras, y caminos.[cita requerida]
Se puede viajar a través del cielo, como puede ser el caso de dirigibles, helicópteros, aviones, globos... a través del océano, ríos y mares, mediante embarcaciones, en profundidades submarinas mediante el submarino (aunque es un vehículo primordialmente de guerra), por el espacio mediante cohetes espaciales y transbordadores, y el más extendido, por tierra, principalmente por los tramos asfaltados por el hombre (carreteras), casi exclusivamente con el uso de algún vehículo (automóvil, autocar, bicicleta, etcétera), así como en trenes usando la red de ferrocarril.[cita requerida]

## Viajes y turismo
Muchos estudios han determinado que el turismo y los viajes han estado históricamente ligados. Empero, a diferencia de otros tipos de desplazamiento, el turismo adquiere una naturaleza comercial. El viaje turístico sería consecuencia de un aumento en el tiempo libre y de mejoras salariales producidas por las luchas sindicales y el avance tecnológico en materia de movilidad.
Esta visión lleva a cuestionar la idea de que antes de la modernidad existieran prácticas turísticas en otras sociedades o civilizaciones ya extintas. Hay pruebas suficientes para afirmar que otras civilizaciones han tenido sus propias prácticas turísticas, al margen del turismo moderno.[cita requerida]
Algunos académicos, como Theodor Mommsen, afirman que el primer turista en la historia fue el emperador romano Adriano, quien nació en Italica en la romana Iberia y recorrió con sus viajes todos los rincones de su imperio (véase Adriano#Viajes).[cita requerida]

## Historia

### Edad Antigua
Los viajes se remontan a la antigüedad, donde los griegos y romanos ricos viajaban por ocio a sus casas y villas de verano en ciudades como Pompeya y Baiae.
En la Edad Antigua, civilizaciones del Área Mediterránea se desplazaban por tierra (a pie a caballo o en carruajes) o por mar (en barco de remo y de vela). Eran viajes comerciales (fenicios) o con objetivos militares (Imperio romano). Gracias al establecimiento de rutas comerciales como las del ámbar o del estaño y a campañas militares como las de Alejandro Magno, se llegó a tener un buen conocimiento geográfico de los territorios comprendidos entre el océano Índico y el Mar Báltico.

### Los viajes solitarios de la Edad Media y las primeras expediciones
En la Edad Media se establecen rutas comerciales (para productos como las especias, la seda, el oro y las piedras preciosas) estables entre el mundo árabe y el cristiano. Fue la época de los viajeros solitarios, entre los que cabe destacar, en el siglo XIII, Marco Polo, que llegó hasta la India y China, y, en el siglo XIV, Ibn Battuta.
La primera ola de expediciones comenzó con Portugal bajo el príncipe Enrique el Navegante. Viajando hacia el Atlántico descubrieron las islas Madeira en 1419 y las Azores en 1427, que se convertirían en colonias portuguesas. El objetivo principal de Enrique el Navegante era la exploración de la costa occidental de África. Castilla, el rival de Portugal no empezó sus exploraciones marítimas sino hasta finales del siglo XV, fecha en la que los navegantes castellanos empezaron a competir con los navegantes portugueses. La primera prueba fue la lucha por el control de las Islas Canarias, que fueron tomadas por Castilla.

### Los viajeros transoceánicos del Renacimiento

Primer viaje alrededor del mundo, de Magallanes y Elcano.

Con la unión de Castilla y Aragón, y terminada la colonización de al-Ándalus, en 1492, los gobernados de Castilla y Aragón patrocinaron el viaje de Cristóbal Colón con la intención de llegar a la India navegando hacia al oeste. Pero Colón no llegó a Asia, sino al Nuevo Mundo. En 1501, el navegante portugués Pedro Álvares Cabral también llegó al Nuevo Mundo, el estado actual de Brasil. Se requirió la intervención papal para definir las áreas de influencia en 1494, fecha en la que se firmó el Tratado de Tordesillas que dividía el mundo entre las dos potencias. Cuando los conquistadores llegaron al continente, descubrieron enormes yacimientos de oro y plata en los actuales México y Perú. Tras la conquista del Imperio azteca y del Imperio inca, las enfermedades europeas y la esclavitud devastaron a los pueblos nativos americanos. En 1519, el mismo año en que Cortés llegó a México, la corona castellana financió la expedición del portugués Fernando de Magallanes, cuya misión era circunnavegar el mundo y llegar a Asia navegando hacia el oeste del continente americano. La expedición de Magallanes y Juan Sebastian Elcano logró esta empresa y regresó a España tres años después. A lo largo de los siglos XVI y XVII, impulsada por el comercio y el afán imperialista, se desencadena una gran competencia internacional por descubrir nuevos territorios. Fue la época de los viajes transoceánicos y de los grandes navegantes españoles y portugueses.

### Los viajeros exploratorios y científicos de la Edad Moderna

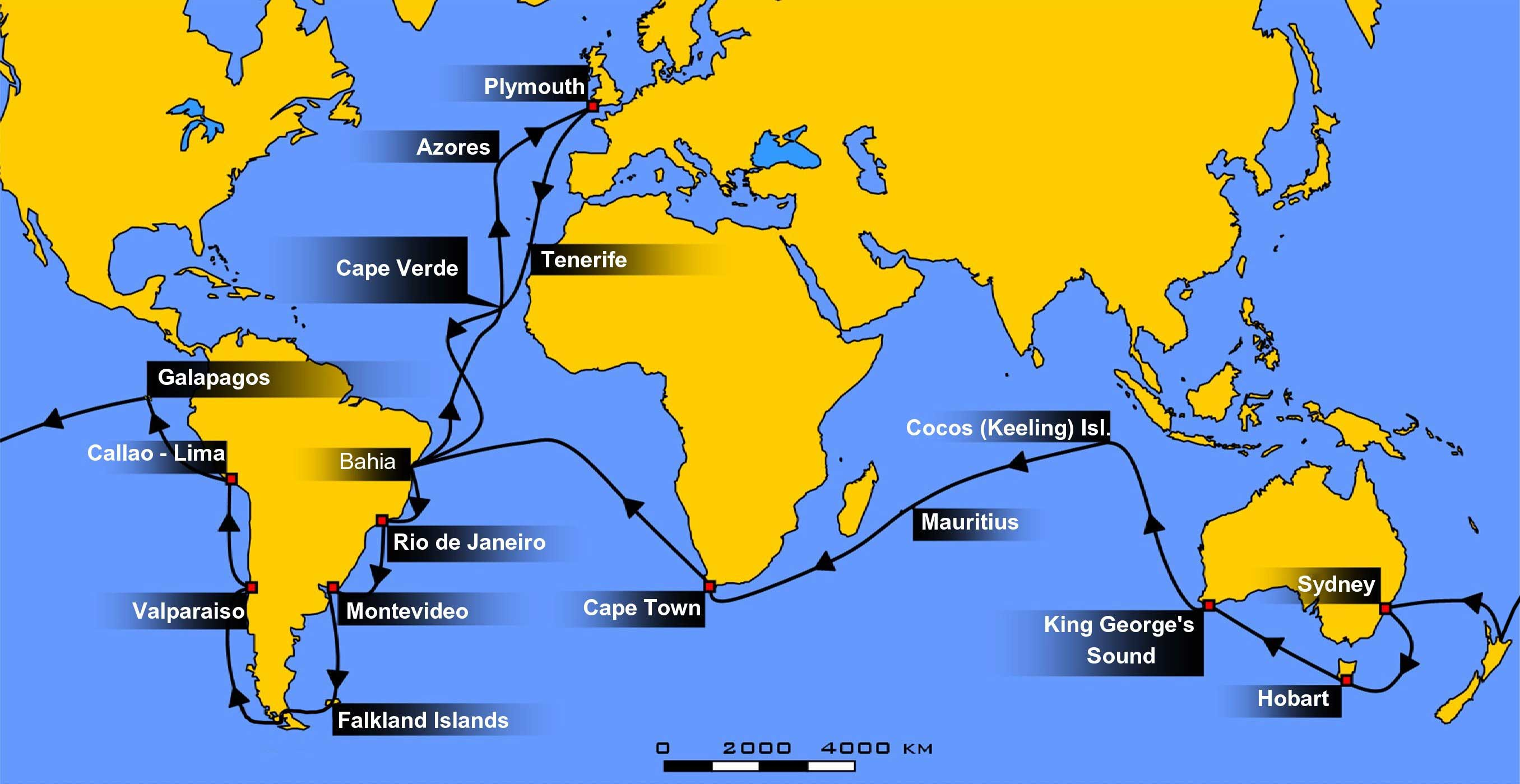
Un viaje de Darwin, el Beagle.

A finales del siglo XVIII empezaron a realizarse viajes exploratorios y científicos bajo la guía de exploradores como el inglés James Cook o el alemán Alexander von Humboldt.
Esta corriente viajera perdurará durante el siglo XIX y el inicio del XX. Son ejemplos los viajes de Charles Darwin por América del Sur y las islas del Pacífico, y de David Livingstone por África. En 1911 el noruego Roald Amundsen fue el primer hombre que pisó el polo sur.

### Evolución y viajes en la actualidad
Mientras que los primeros viajes tendían a ser más lentos, más peligrosos y más dominados por el comercio y la migración, los avances culturales y tecnológicos a lo largo de muchos años han tendido a significar que los viajes se han vuelto más fáciles y accesibles. La humanidad ha recorrido un largo camino en materia de transporte desde que Cristóbal Colón navegó hacia el Nuevo Mundo desde España en 1492, expedición que tardó más de 10 semanas en llegar al destino final; hasta el siglo XXI en el que los aviones permiten viajar desde España a Estados Unidos de la noche a la mañana.
Los viajes en la Edad Media ofrecían dificultades y desafíos, sin embargo, eran importantes para la economía y la sociedad. El sector mayorista dependía (por ejemplo) de los mercaderes que trataban con/por medio de caravanas o viajeros por mar, el comercio minorista del usuario final a menudo exigía los servicios de muchos vendedores ambulantes que iban de pueblo en pueblo, Los giróvagos y los frailes itinerantes llevaban la teología y el apoyo pastoral a las zonas desatendidas, los juglares ambulantes practicaban la gira interminable, y los ejércitos recorrían las distintas cruzadas y otras guerras.
Las peregrinaciones eran comunes tanto en el mundo europeo como en el islámico y conllevaban corrientes de viajeros tanto a nivel local (Cuentos de Canterbury) como internacional.
A finales del siglo XVI se puso de moda que los jóvenes aristócratas y los hombres ricos de clase alta europeos viajaran a ciudades europeas importantes como parte de su educación en las artes y la literatura. Esto se conoce como el Grand Tour, que incluía ciudades como Londres, París, Venecia, Florencia y Roma. Sin embargo, la Revolución Francesa trajo consigo el fin del Grand Tour.
Los viajes por agua solían ser más cómodos y rápidos que los terrestres, al menos hasta la llegada de la red de ferrocarriles en el siglo XIX. Se dice que los viajes con fines turísticos empezaron en esta época, cuando la gente empezó a viajar por diversión, ya que viajar ya no era una tarea dura y difícil. Esto fue aprovechado por personas como Thomas Cook que vendían paquetes turísticos en los que se reservaban trenes y hoteles juntos. Los dirigibles y los aviones asumieron gran parte del papel de los viajes de larga distancia por superficie en el siglo XX, sobre todo después de la Segunda Guerra Mundial, cuando hubo un exceso tanto de aviones como de pilotos. De hecho, los viajes en avión se han vuelto tan omnipresentes en el siglo XXI que una mujer, Alexis Alford, visitó los 196 países antes de cumplir los 21 años.

## Tipo de viajes
Los viajes contemporáneos pueden clasificarse según varios criterios, como el objetivo que los motiva, el destino o el período en que se realizan.

### Los viajes según la motivación
Según el objetivo que les motiva, se habla de viajes de negocios cuando se realizan por motivos profesionales y de viajes de ocio y vacaciones cuando no existen objetivos profesionales. En estos últimos, las motivaciones del viaje pueden ser tan diversas como descansar, visitar el patrimonio cultural del lugar visitado, asistir a una competición deportiva o celebrar la luna de miel.
En los viajes por motivos de salud las personas se desplazan para acudir a un balneario o para recibir determinados tratamientos médicos.
Se habla de viajes religiosos cuando el principal objetivo del desplazamiento es visitar un lugar de interés religioso.

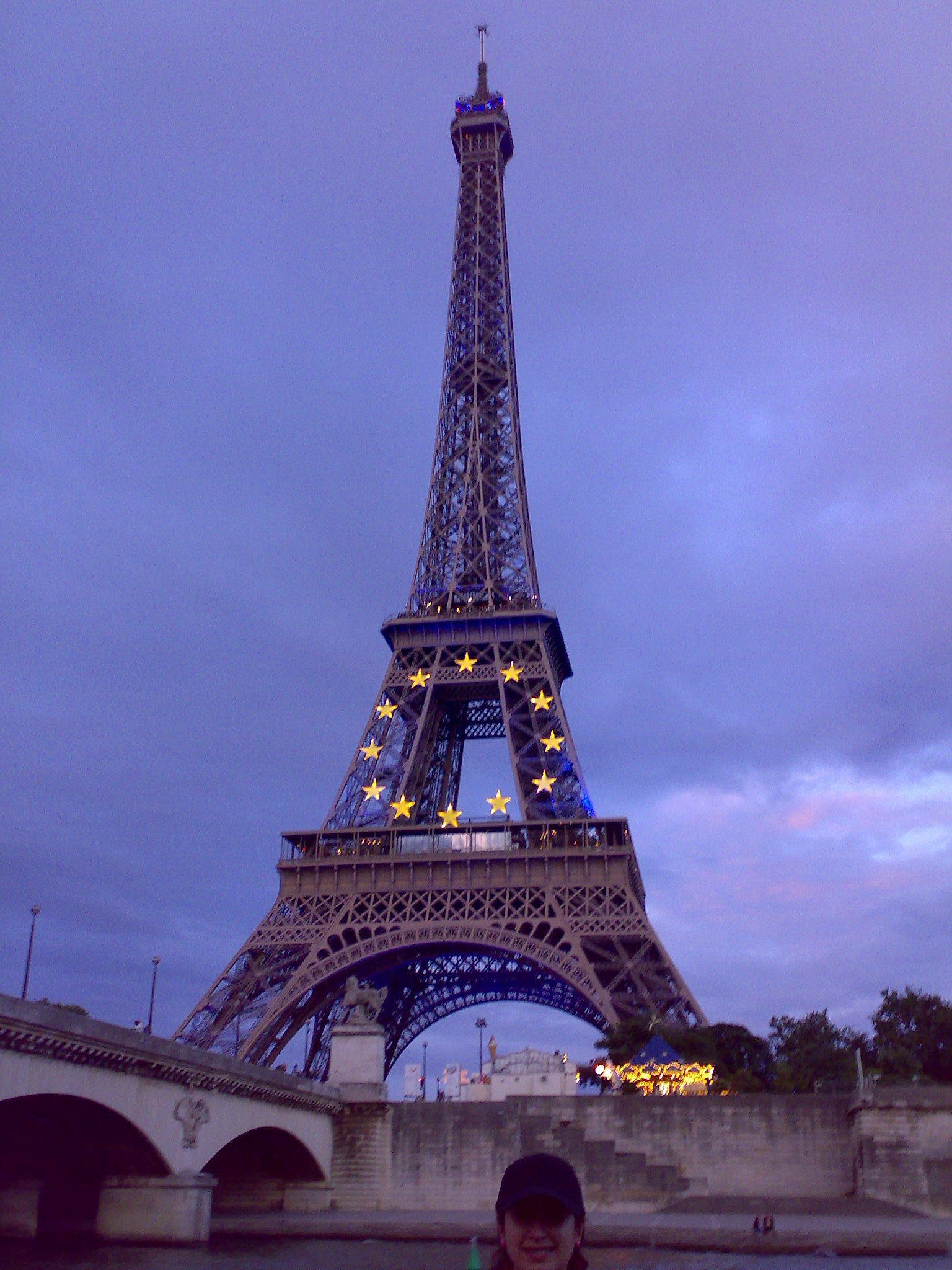
La Torre Eiffel es uno de los centros de atención de París, Francia, una de las ciudades más visitadas del mundo.

### Viajes según destino
Se habla de viajes internacionales cuando el desplazamiento se realiza en un país distinto al de la residencia habitual y de viajes internos cuando en el desplazamiento no se traspasan las fronteras del país de residencia.

### Viajes según duración
La sociedad actual establece una clara división entre el tiempo dedicado al trabajo y el tiempo libre. Así, los trabajadores y estudiantes disponen de períodos de vacaciones que pueden destinar a las actividades de ocio, una de las cuales es viajar.
Los viajes de fin de semana son los que se realizan aprovechando el período de descanso semanal, que habitualmente coincide con el fin de semana.
Los viajes de vacaciones se realizan durante los períodos de vacaciones anuales, que son comunes para la mayoría de trabajadores. Los más largos, y en los que hay más personas que viajan, son Navidad, Semana Santa, verano y algunos puentes (días entre semana que, por el hecho de caer entre dos fiestas del calendario, son considerados festivos). Estos períodos se conocen con el nombre genérico de temporada alta de los viajes. Cuando una persona viaja fuera de los períodos de vacaciones habituales, se dice que lo hace fuera de temporada o en temporada baja.

### Viajes organizados y viajes por libre
Los viajes organizados son aquellos que los viajeros contratan a través de una agencia de viajes, que se encarga de proporcionarles alojamiento, manutención y actividades guiadas en el lugar de destino. Pueden ser viajes de grupo, cuando viajan quince o más personas juntas, o viajes individuales. Cuando una o varias personas organizan y realizan un viaje de forma autónoma, sin requerir el servicio de profesionales ni intermediarios, se habla de viajes por libre.

## Libros de viajes
La literatura de viajes es el género literario que incluye textos que recogen los acontecimientos, sentimientos e impresiones de un viajero. Los libros de viajes dan muchos detalles sobre viajes y personas viajeras de todas las épocas.

## Definición de "viaje" en transporte público; gastos de viaje
En transporte público, se suele denominar viaje a un viaje de tarifa única que se reserva como una unidad. Esto suele ser más barato que dividir el viaje y pagar cada segmento por separado, porque las tarifas de las empresas de transporte público son decrecientes : cuanto más se viaja, más barato se vuelve por kilómetro (compárese con los impuestos decrecientes ). Una condición suficiente, pero no necesaria, para ello es que el precio del kilómetro cero sea mayor que cero y el precio marginal por unidad de distancia nunca aumente; este es el caso del transporte urbano/regional holandés, con la tarifa básica y por kilómetro. Esta condición no se aplica a las tarifas NS, porque la tarifa marginal es cero para los primeros 8 km, pero con esta tarifa (salvo fluctuaciones por redondeo) el precio marginal no aumenta a partir del 9 km (se mantendrá durante un mientras) igual, luego cae a cero y luego permanece cero); como este precio marginal es siempre menor que el precio por kilómetro para un trayecto de 8 km, el precio por kilómetro también decrece con esta tarifa, y por tanto la tarifa es decreciente.
Con los Ferrocarriles Holandeses, con un billete de papel, un viaje puede durar un día entero y el viaje puede interrumpirse tantas veces como desee. Si continúa su viaje al día siguiente, se trata de un nuevo viaje y se requiere un nuevo billete. Cuando se viaja con saldo, no se puede interrumpir el viaje: se puede bajar del tren y continuar con el próximo tren, pero debe permanecer oficialmente en la estación o dentro del área de la tarjeta con chip OV.
En los Ferrocarriles Belgas NMBS, un viaje se interrumpe cuando el pasajero deja pasar voluntariamente el primer tren de conexión, que puede llevarlo a su destino más rápido. En términos de tiempo, esta es una definición más amplia que en los Países Bajos (por lo que la prohibición de interrupción es más estricta), pero salir de la estación no constituye en sí mismo una interrupción del viaje (por lo que la prohibición de interrupción es menos estricta en ese sentido) .
Con los Ferrocarriles Franceses SNCF, para viajes de larga distancia, se puede interrumpir el viaje, siempre que se solicite tal interrupción, pero el viaje debe completarse dentro de las 24 horas. Dado que la tarifa SNCF es fuertemente decreciente, es más barato que comprar dos boletos separados.
Las empresas de transporte también imponen restricciones en las rutas permitidas. A veces se permite realizar un desvío sin pago adicional si esto significa una llegada más rápida al destino, pero generalmente no se permiten las interrupciones del viaje. Este suele ser el caso de las rutas de antena.

## Significado simbólico
En la francmasonería, hay un número específico de viajes en cad uno de los grados. Y a cada uno de los viajes corresponden un elemento y una o más herramientas.[cita requerida]

### Historias de viajes
- Jean-Marie André, Marie-Françoise Baslez, Voyager dans l'Antiquité, París, Fayard, 1993, 594 p.
- Frédéric Jacquin, Le voyage en Perse au xviiie siècle, París, Belin, 2010, 224 p.
- Tahbish Khair, Martin Leer, Justin Edwards, Hanna Ziadeh (Eds.), Other Routes. 1500 Years of African and Asian Travel Writing, Bloomington, Indiana University Press, 421 p.
- Sarga Moussa, Sylvain Vernayre, Le voyage et la mémoire au xixe siècle, [Actes de colloque], Grane, Creaphis Éditions, 2011, 481 p.
- Sylvain Venayre, Panorama du voyage (1780-1920): Mots, figures, pratiques, París, Les Belles Lettres, 2013, 651 p.
- Sylvain Venayre, La gloire de l'aventure, París, Aubier-Montaigne, 2002, 349 p.
- Dirk Van der Cruysse, Le noble désir de courir le monde. Voyager en Asie au xviie siècle, París, Fayard, 2002, 562 p.
- Jean Verdon, Voyager au Moyen Age, París, Perrin, coll. «Tempus», 2007 [1998], 404 p.